# Aniruddha (divinité)
Aniruddha (sanskrit : अनिरुद्ध, IAST : aniruddha, signifiant « qui ne peut être conquis ») est le petit-fils Krishna dans la mythologie hindoue. Il y épouse Uṣā, la fille du roi Banasura (en).
Le « Bhagavata Purana » raconte son mariage avec Uṣā.

## Galerie

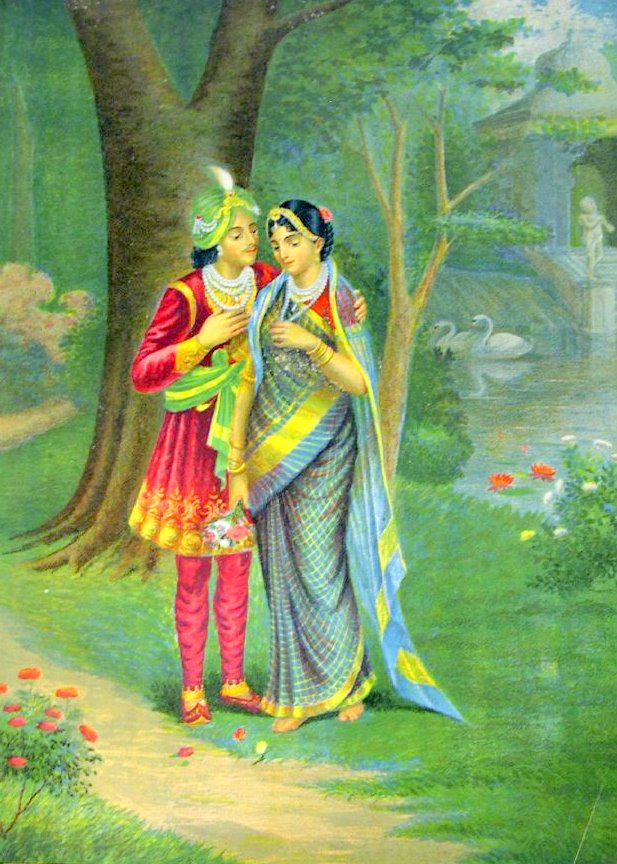
Aniruddha et Uṣā
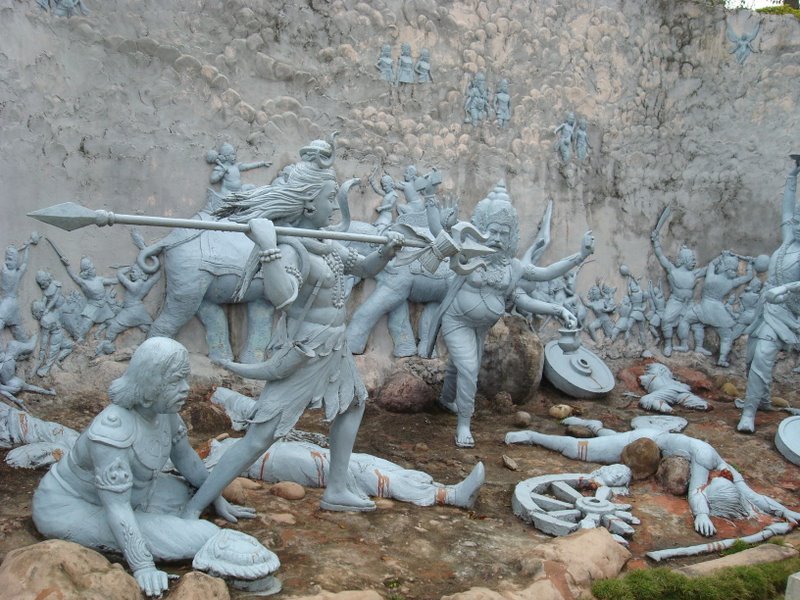
Monument montrant le Hari-Hor Yuddha historique sur la colline d'Agnigarh, à Tezpur.